# Passage de la Reine-de-Hongrie
Passage de la Reine-de-Hongrie är en passage i Quartier des Halles i Paris första arrondissement. Passagen börjar vid Rue Montorgueil 17 och slutar vid Rue Montmartre 16.
I passagen bodde en viss Julie Bêcheur, kallad Rose de Mai, försäljerska vid Hallarna. Hennes utseende var frapperande likt Maria Teresia av Österrikes, vilken även var drottning av Ungern (franska: Hongrie).

## Omgivningar
- Saint-Eustache
- Jardin Anne-Frank
- Centre Georges-Pompidou
- Les Halles
- Rue de la Grande-Truanderie
- Rue de la Petite-Truanderie
- Rue du Cygne
- Rue des Prêcheurs
- Rue de la Cossonnerie

## Bilder
| - Gatuskylt. - Saint-Eustache. - Jardin Anne-Frank. - Centre Georges-Pompidou. |

## Kommunikationer
- Tunnelbana – linje  – Les Halles
- Tunnelbana – linje  – Étienne Marcel
- Busshållplats Étienne Marcel – Montmartre – Paris bussnät

### Webbkällor
- ”Passage de la Reine-de-Hongrie”. Mairie de Paris. https://web.archive.org/web/20150910070341/http://www.v2asp.paris.fr/commun/v2asp/v2/nomenclature_voies/Voieactu/8108.nom.htm. Läst 23 oktober 2023.
- ”Passage de la Reine-de-Hongrie (1er arrondissement)”. Les rues de Paris. https://web.archive.org/web/20190729225629/http://www.parisrues.com/rues01/paris-01-passage-de-la-reine-d-hongrie.html. Läst 23 oktober 2023.